# Anna Čipovskaja
Anna Borisovna Čipovskaja (in russo А́нна Бори́совна Чипо́вская?; trasl. angl.: Anna Borisovna Chipovaskaya; Mosca, 16 giugno 1987) è un'attrice russa.

## Biografia
Anna Čipovskaja è nata a Mosca da madre Olga Čipovskaja, attrice, e padre Boris Frumkin, un musicista jazz.
Si è iscritta alla scuola di recitazione di Mosca.
Nel 2009 Anna Čipovskaja si è diplomata alla Scuola di Teatro d'Arte di Mosca ed è stata accettata alla compagnia dello studio teatrale di Mosca sotto la direzione di Oleg Tabakov, dove ha iniziato a recitare, mentre era ancora studentessa. Nello stesso anno "Nezavisimaya Gazeta" ha evidenziato il lavoro di Čipovskaja nello spettacolo teatrale "Olesja".

## Carriera
Ha fatto il suo debutto cinematografico all'età di 16 anni, debuttando nel 2003 nella serie TV Operazione Colore della nazione interpretando la spia dei bambini.
Nel 2004 interpreta ruoli nelle serie Cara Masha Berezina, Bachelors e Giglio della Valle Argento 2.
Ha recitato nel film Yolki 3 del 2013.
È diventata popolare grazie alla serie TV The Thaw.

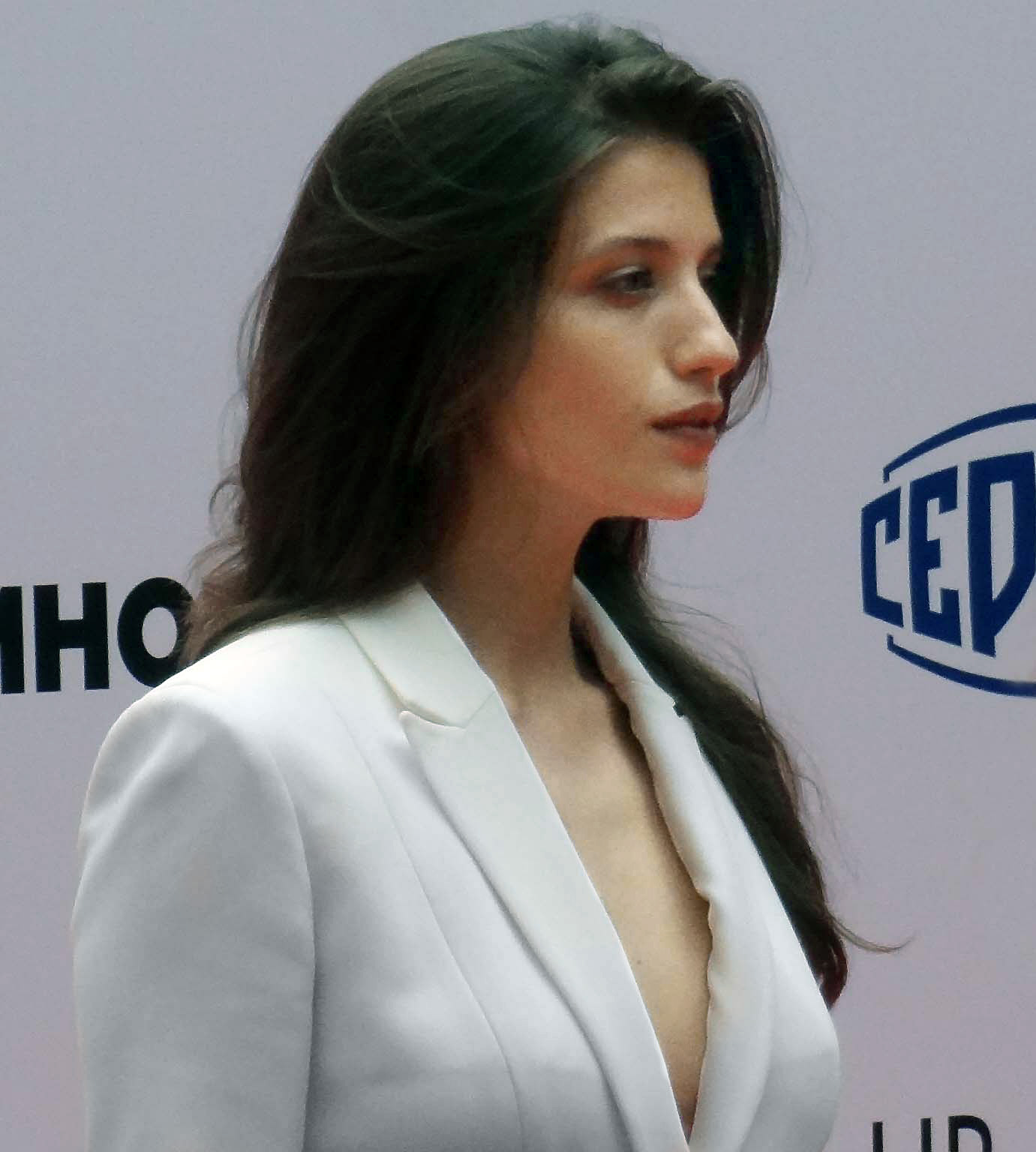
Anna Čipovskaja al festival "Kinotavr" del 2015 a Sochi

Nel 2015, si è esibita nella versione russa della canzone popolare americana In the Pines
All'inizio del 2015 è uscito nelle sale cinematografiche il film The Calculator, girato in Islanda, con Evgenij Vital'evič Mironov.
Ha interpretato la protagonista femminile nella commedia romantica del 2015 Oroscopo per buona fortuna.
Nel 2016 è apparsa nel thriller poliziesco Pure Art, interpretando la protagonista Sasha.
Nel febbraio 2016 in "Snuff Box", esce la prima dello spettacolo teatrale "Nameless Star" sul soggetto del drammaturgo Michael Sebastian con elementi di melodramma e tragica farsa nei dintorni ferroviari. Nella commedia Anna Chipovskaya recita il ruolo di Mona. Quella stessa primavera va in onda il dramma poliziesco The NBC Mystery town.
Nel 2017 è protagonista nel film erotico O Lyubvi, di Vladimir Bortko. 

## Filmografia
- Ёlki 2 (Ёлки 2), regia di Dmitrij Kiselёv, Aleksandr Baranov, Aleksandr Kott (2011)
- Titanium, regia Dmitriy Grachev (2014)
- O Lyubvi, regia di Vladimir Bortko (2017)
- Kto-nibud' videl moju devčonku? (Кто-нибудь видел мою девчонку?) , regia di Angelina Nikonova (2021)